# Breuning (Adelsgeschlecht)
Breuning ist der Name eines deutschen Adelsgeschlechts.
Es ist mit mehreren gleichnamigen Familien weder stamm- noch wappenverwandt.

## Geschichte
Das Geschlecht Breuning stammt aus Ehningen am Neckar und kam mit dem Kurkölner Erzbischof und Deutschordensmeister Clemens August von Bayern (1700–1761) nach Kurköln. Der in Ehningen geborene Johann Christoph Breuning (1696–1777) machte beim Deutschen Orden in Mergentheim Karriere: dort begann er 1727 als Hofsekretär, ein Jahr später war er Hofrat. 1730 heiratete er in zweiter Ehe Maria Eleonora Katharina von Mairhofen zu Aulenbach (1712–1799), eine Tochter des Deutschordenskanzlers Augustinus Oswald von Mairhofen.
Avanciert zum Geheimrat und Hofkanzler des deutschen Ordens in Mergentheim, wurde Johann Christoph Breuning am 10. Juni 1757 in Wien in den Reichsadelsstand erhoben, im Wortlaut des Adelsbriefs ist von einer „Erneuerung“ des Adelsstandes die Rede.
Tatsächlich kommt der Name Breuning bereits weitaus früher im schwäbischen Raum mit fast gleichem Wappen vor: im Patriziat der Reichsstadt Augsburg, urkundlich von 1285 bis noch im frühen 15. Jahrhundert belegt. Diese Namensträger werden von Otto Titan von Hefner sogar als älterer Zweig bezeichnet.
Christoph von Breuning hatte fünf Söhne: Georg Joseph, Johann Lorenz, Johann Philipp, Emanuel Joseph und Christoph. Georg Joseph blieb in Mergentheim und folgte dem Vater in der Würde als Kanzler. Lorenz wurde Kanzler des Archidiakonalstifts in Bonn und des freiadeligen Stifts in Neuss. Nach dem Tod seines Bruders Emanuel lebte er in Bonn, um sich als Vorstand von dessen hinterbliebener Familie die Erziehung der noch unmündigen Kinder und deren Angelegenheiten zu kümmern. Dort starb er 1796. Johann Philipp war 1742 in Mergentheim geboren und war Kanonikus in Kerpen, wo er 1832 starb. Emanuel Joseph, geboren 1741, blieb in kurkölnischen Diensten in der Residenz Bonn, wo er schon in jungem Alter, mit 20 Jahren, Hofrat wurde. Er heiratete Helene von Kerich, eine Tochter des kurfürstlichen Leibarztes und Geheimrats Stephan von Kerich, und starb 1777 im 36. Lebensjahr in Bonn, durch den Brand im kurfürstlichen Palast am 15. Januar, da er versucht hatte, noch Dokumente aus dem Archiv zu retten, an den Folgen schwerer Verletzungen durch herabbrechende Gebäudeteile. Christoph war Hofrat in Dillingen an der Donau, zunächst war er Rat der Hochfürstlichen Regierung in Dillingen, dann Rat bei der II. Sektion. Sein Sohn war der 1782 in Dillingen geborene Friedrich von Breuning, der erste Landrichter zu Günzburg.
Am 16. Juli 1812 wurde Friedrich Anselm von Breuning (* 1782), bayerischer Landrichter in Günzburg, bei der Bayerischen Ritterschaft immatrikuliert.

## Wappen

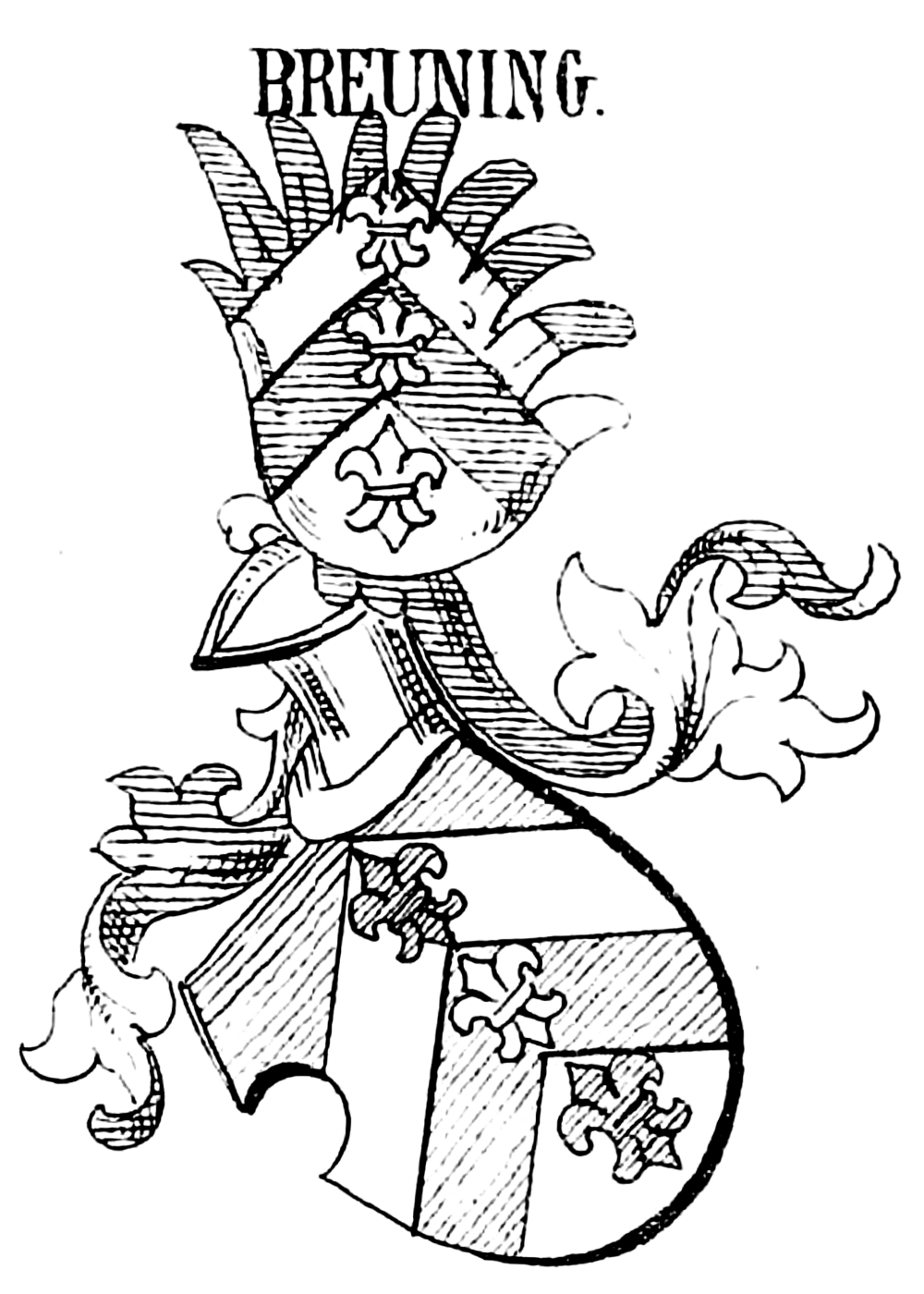
Wappen der mittelalterlichen augsburgischen Patrizier Breuning
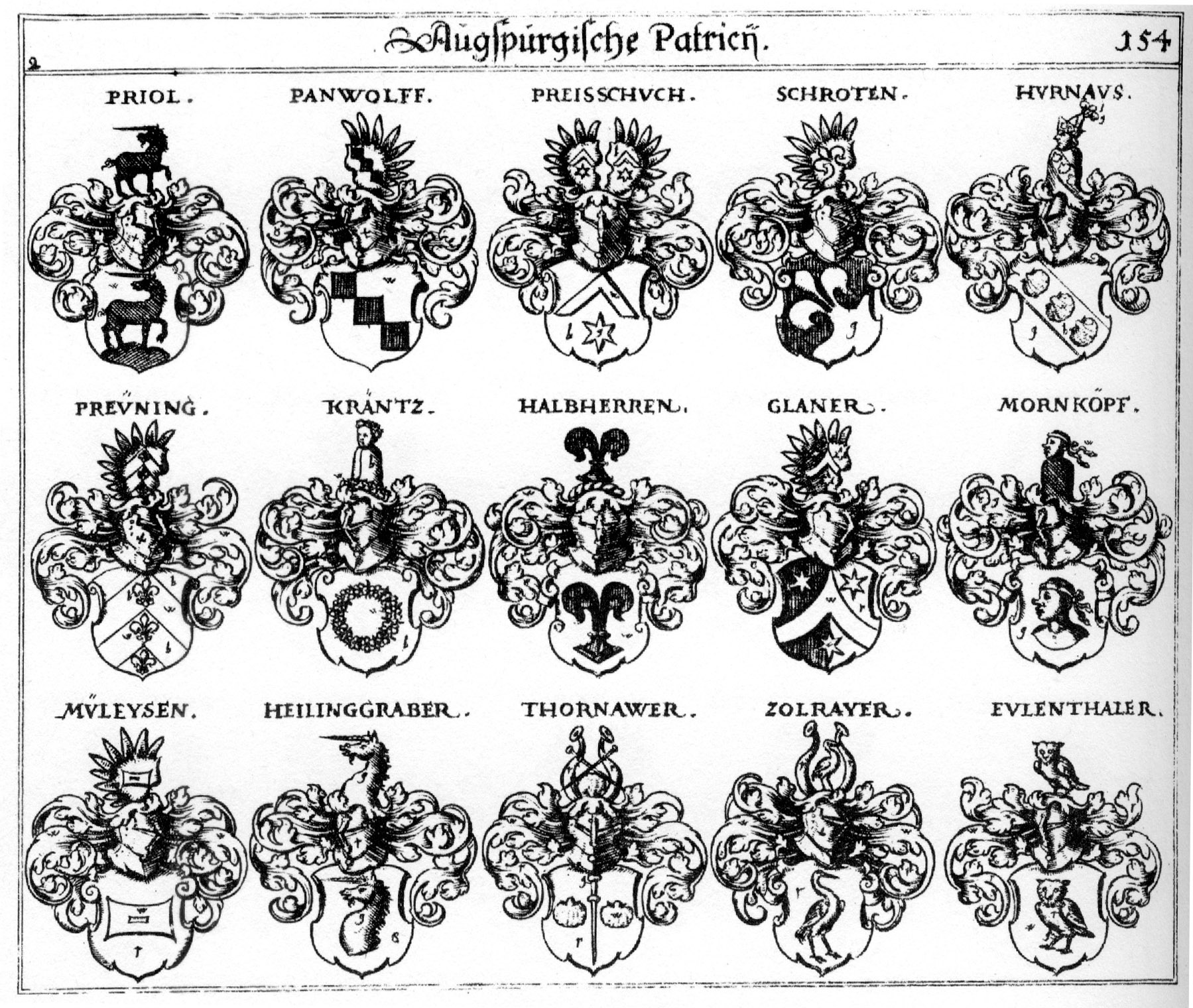
Siebmachers Wappenbuch, Band 2, 1701, Tafel 154: Augsburger Patrizier, 1. Wappen mittlere Reihe: Preüning

Das Wappen (1757) zeigt in Silber drei blaue Sparren, unter jedem eine blaue Lilie. Auf dem Helm mit blau-silbernen Decken ein geschlossener schwarzer Flug, belegt mit einem silbernen Schildchen, auf dem sich die Sparren und Lilien wiederholen.
Eine exaktere Blasonierung, gerade hinsichtlich der Helmzier des Diplomwappens von 1757, gibt Kneschke.

## Angehörige
- Helene von Breuning, geborene von Kerich (1750–1838), frühe Förderin Beethovens
- Stephan von Breuning (1774–1827), Librettist
- Carl von Breuning (1808–1886), Jurist und Politiker
- Gerhard von Breuning (1813–1892), Arzt und Medizinforscher
- Maximilian von Breuning (1854–1909), Offizier, Verwaltungsbeamter und Landrat
- Konstanze von Breuning (1846–1914), Malerin
- Stephan von Breuning (1894–1983), Insektenkundler

## Weitere Namensträger
Wenige Jahre vor Ende der Monarchie erhielt Oswald von Nell während seines Mathematikstudiums die Genehmigung zur Namens- und Wappenvermehrung und Annahme des Namens seiner Mutter Bernharda, geborene von Breuning (1862–1933), Tochter von Carl von Breuning. Unter dem Namen Oswald von Nell-Breuning (1890–1991) wurde der römisch-katholische Theologe, Jesuit, Priester, Nationalökonom und Sozialphilosoph als „Nestor der katholischen Soziallehre“ bekannt.